# Derbendschi
Derbendschi (von persisch دربند, DMG darband, ‚Engpass‘) waren eine privilegierte Gruppe von Bewohnern des Osmanischen Reiches. Sie hatten die Aufgabe Gebirgspässe gegen Räuber zu schützen sowie Reisenden und Kaufleuten in Notsituationen beizustehen. An manchen Orten hatten sie auch für die Ausbesserung von Brücken zu sorgen.
Die Dörfer der Derbendschi lagen in unmittelbarer Nähe der von ihnen zu schützenden Pässe. Sie waren steuerlich privilegiert. In der europäischen Türkei waren die Derbendschi meistens alteingesessene Christen, deren Völker die jeweilige Gegend schon vor der osmanischen Eroberung bewohnt hatten. Derbendschi-Dörfer gab es beispielsweise im Pindosgebirge, in den Rhodopen und im Balkangebirge.